# Radio d'ici
Radio d'ici est une radio associative anciennement basée à Saint-Julien-Molin-Molette et désormais basée à Annonay, qui émet depuis 1996.

## Description
Trois émetteurs participent à la diffusion sur le secteur suivant : versant sud du mont Pilat (du col du Tracol au col de la République, ainsi que bassin Annonéen. Radio généraliste et de proximité, elle a un statut associatif et un fonctionnement démocratique.

## Historique
La radio s'appelle à l'origine Radio Piraillons. Elle est fondée par Louis Perego, Patrice Berger et Gilles Roman, tous trois issus de Radio pluriel.
En 2000, Patrice Berger devient le président de l'association qui gère la radio. Il l'était toujours lors de son décès en août 2021.
En mai 2020, le studio de la radio est vandalisé et recouvert de tags nazis,.

## Galerie

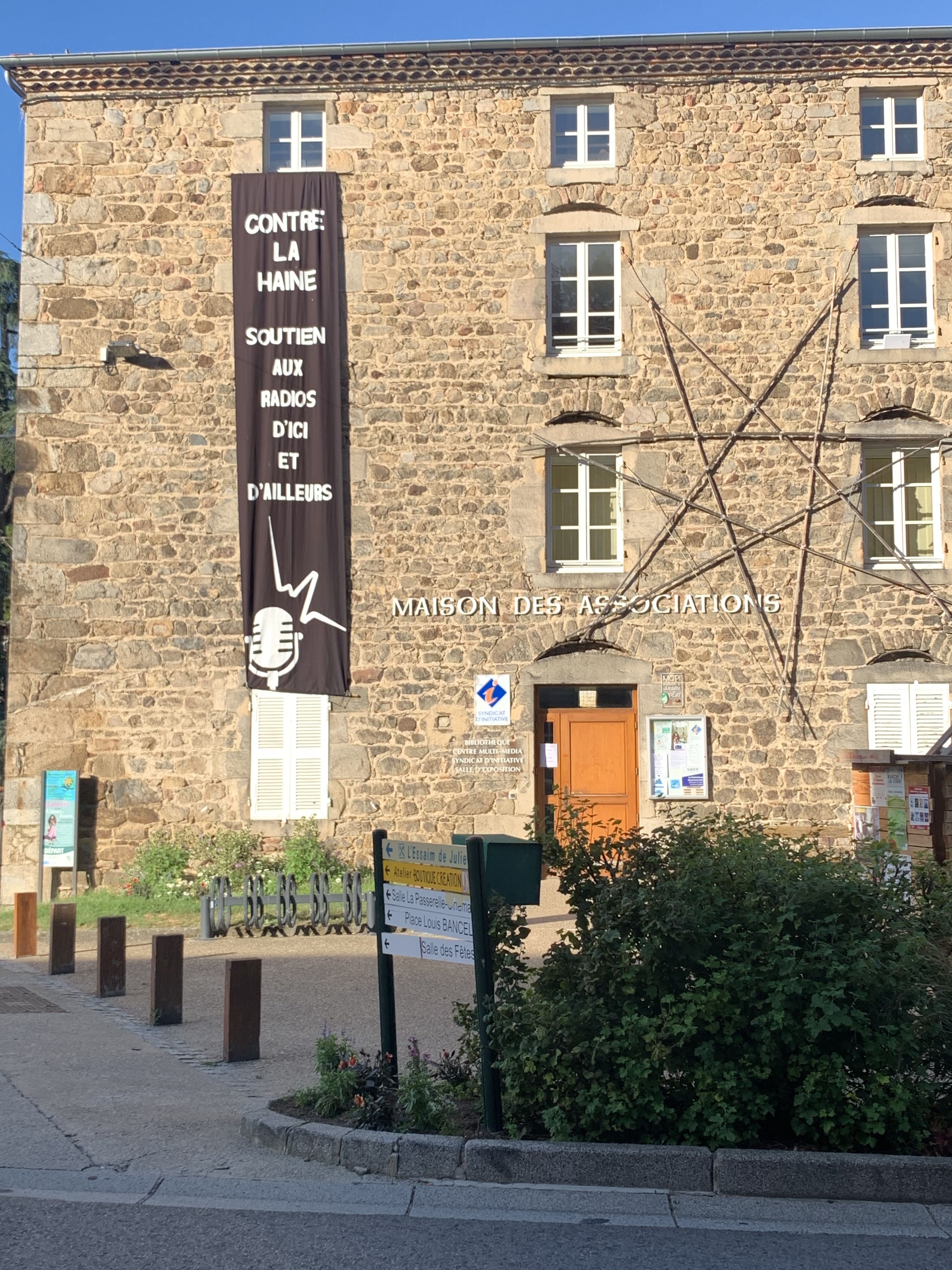
Banderole de soutien sur la maison des associations de Saint-Julien-Molin-Molette à la suite du vandalisme de la radio par des néo-nazis.
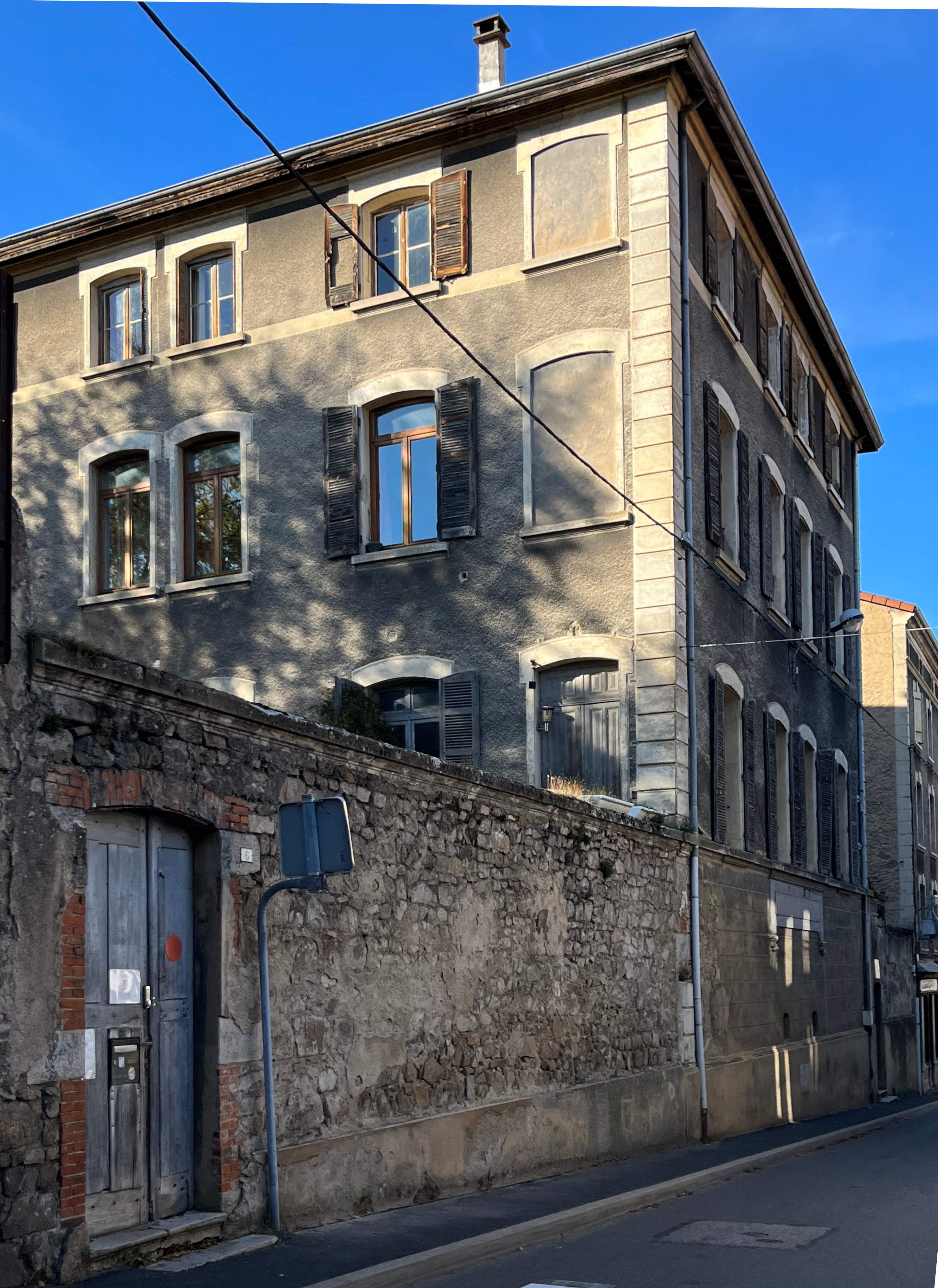
Le bâtiment de la radio.
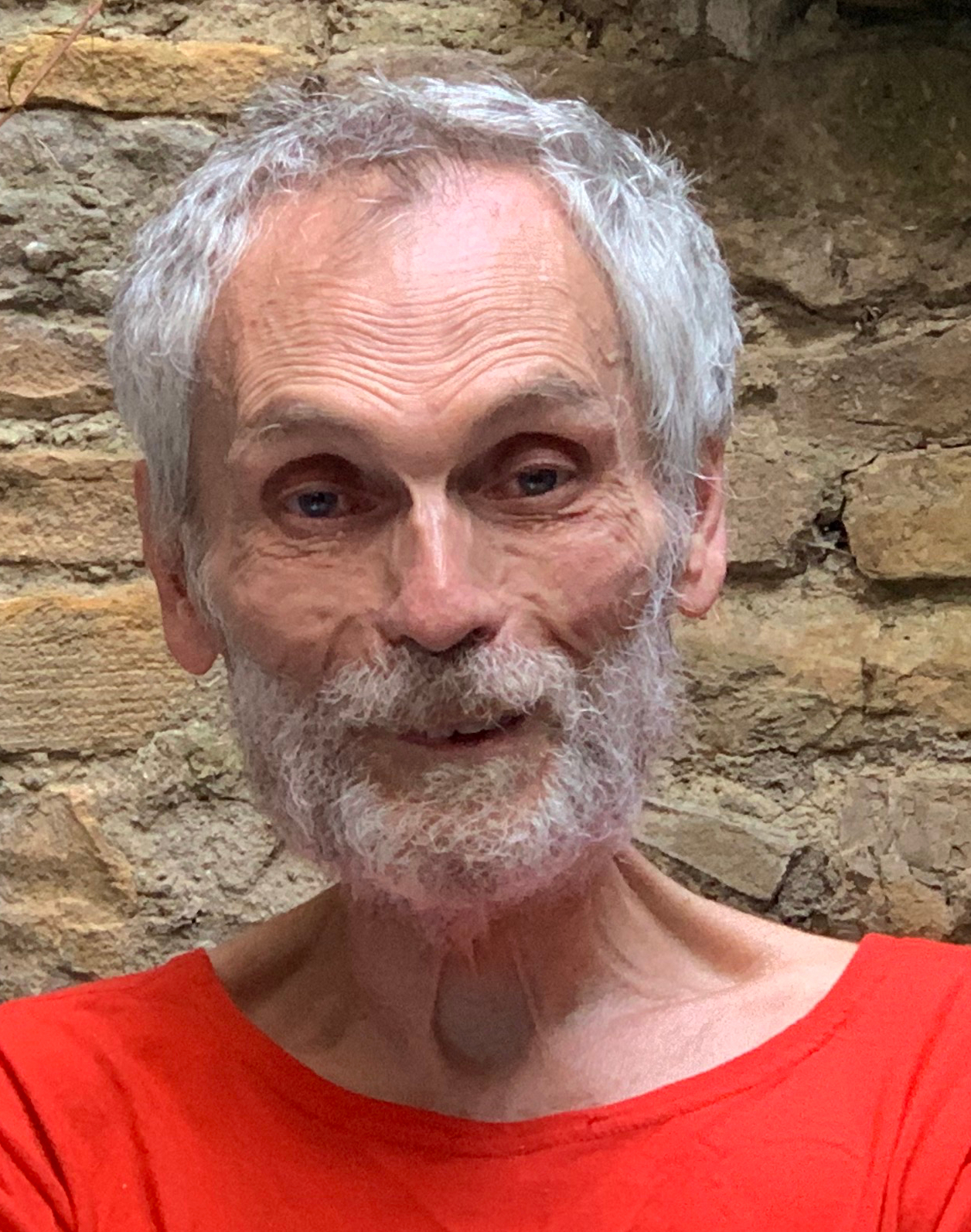
Patrice Berger.
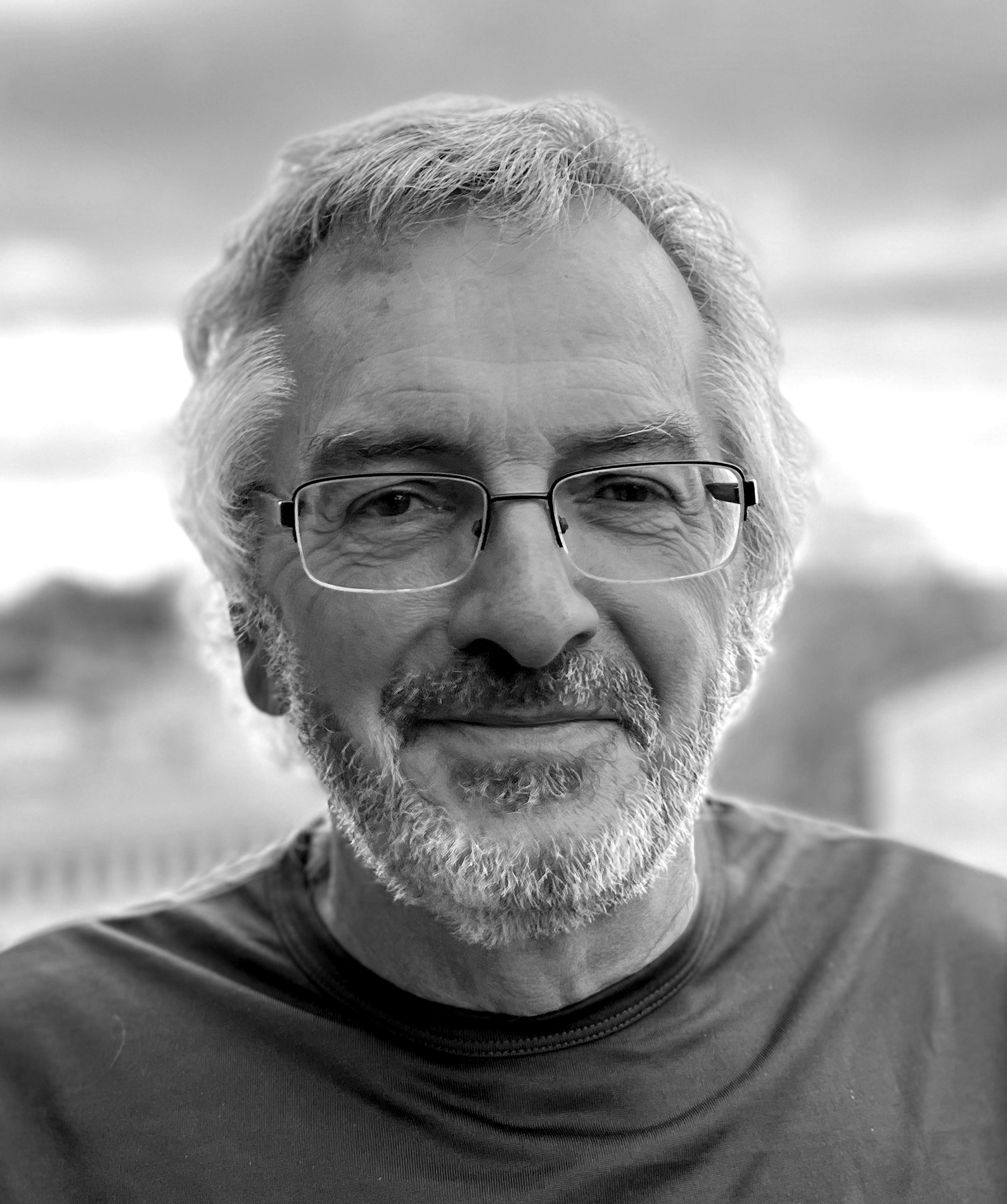
Louis Perego, cofondateur, impliqué dans le fonctionnement de la radio et l'animation depuis ses débuts.